# Fremden-Zeitung
Die (Salzburger) Fremden-Zeitung erschien halbjährlich von Mai bis September jeweils dienstags und samstags bzw. freitags und danach zweimal monatlich im Format 2°. Als Untertitel wurde „Organ zur Hebung des Fremdenverkehrs für Salzburg und Umgebung“ beziehungsweise ab 1889 „für Salzburg, das Salzkammergut und Steiermark“ geführt.
Im April 1890 erfolgte eine Titeländerung in „Fremden-Zeitung. Organ zur Hebung des Fremdenverkehrs in Österreich inklusive des angrenzenden bayerischen Hochlandes“. Dieser Titel wurde bis 1902 geführt.
Herausgegeben wurde die Salzburger Fremdenzeitung in Salzburg und als Druckerei ist die Zaunrith'sche Buchdruckerei nachgewiesen.

## Geschichte
Die Salzburger Fremden-Zeitung war ein Gratisexemplar, das täglich an Reisende auf Stationen der k.k. Staatsbahn und in Waggons sowie auf Schiffen der k.k. priv. Donau-Dampfschifffahrtsgesellschaft verteilt wurde. Es beinhaltete touristische Berichte über Orte innerhalb und außerhalb der Monarchie sowie Fahrpläne und einen umfangreichen Anzeigenteil. 